# 圣洛区
圣洛区（法語：Arrondissement de Saint-Lô）是法国芒什省所辖的一个区。总面积1277.3平方公里，总人口103144，人口密度81人/平方公里（2017年）。主要城镇为圣洛。

## 辖区
圣洛区辖有87个市镇。